# Iso-Kisko
Iso-Kisko eller Iso Kiskonjärvi är en sjö i Finland. Den ligger i kommunerna Salo och Raseborg i landskapen Egentliga Finland och Nyland, i den södra delen av landet, 80 km väster om huvudstaden Helsingfors. Iso-Kisko ligger 33,4 meter över havet. Den är 32,8 meter djup. Arean är 6,72 kvadratkilometer och strandlinjen är 41,47 kilometer lång. Sjön  ingår i Kisko ås och Bjärnå å huvudavrinningsområde.   I omgivningarna runt Iso-Kisko växer i huvudsak barrskog.
I övrigt finns följande i Iso-Kisko:
- Isoholma (en ö)
- Norsapajanholma (en ö)
- Vähä-Korkia (en ö)
- Iso-Korkia (en ö)
- Kuivatkarit (en ö)
- Kinnarinkarit (en ö)